# Epigenese (Geologie)
Epigenese (Adjektiv epigenetisch) ist ein Begriff der Allgemeinen Geologie und Geomorphologie und beschreibt die Entstehung von Merkmalen, die fast gleichzeitig, aber nach den Strukturen entstanden sind, zu denen sie gehören. Sie sind also jünger als ihre Umgebung, aber bezogen auf den Vergleichsmaßstab fast gleich alt. Der Gegenbegriff lautet syngenetisch.

## Begriffsdefinition
Die griechische Vorsilbe epi hat mehrere Bedeutungen, wie „nach“, „hinterher“, „um … herum“ oder „zusätzlich“. Epigenetisch sind alle geologischen und geographischen Merkmale, die während und nach der Bildung der übergeordneten Strukturen entstanden sind. Der Entstehungszeitpunkt liegt im betrachteten Bezugsrahmen jedoch nahe dem der übergeordneten Struktur, steht also im Zusammenhang mit ihrer Bildung (Genese).

## Beispiele
Epigenetische Erscheinungen sind weit verbreitet. Beispiele sind etwa
- Durchbruchstäler, die sich in die unterlagernden Gesteinsschichten einschneiden. Sie sind epigenetisch in Bezug auf die Hebung.
- Gänge aus magmatischen Gesteinen, oder auch Mineralgänge, die das Wirtsgestein durchschlagen. Sie sind epigenetisch in Bezug auf die Bildung.
- viele Typen von Lagerstätten.
- bestimmte Eiskeile.